# Scuol
Scuol (německy Schuls) je obec ve švýcarském kantonu Graubünden, okresu Engiadina Bassa/Val Müstair. Nachází se v údolí Engadin, asi 50 kilometrů severovýchodně od Svatého Mořice a 35 kilometrů východně od Davosu v nadmořské výšce 1250 metrů. Do roku 1943 se obec oficiálně nazývala Schuls, v letech 1943–1970 Scuol/Schuls a od roku 1971 je používán současný název. Žije zde přibližně 4 600 obyvatel.
K 1. lednu 2015 se na základě výsledku referenda Scuol sloučil s pěti menšími okolními obcemi Ardez, Ftan, Guarda, Sent a Tarasp do nové obce Scuol. Díky tomu je s rozlohou 439 km² největší obcí (dle rozlohy) ve Švýcarsku a nahradil tak Glarus Süd. Podle počtu obyvatel je zároveň největší obcí, kde je úředním jazykem rétorománština.

## Název
Název Scuol pochází z latinského scopulus („útes“) a odkazuje na polohu místního kostela San Geer. Scuol je centrem turistického ruchu oblasti Dolní Engadin.

## Geografie

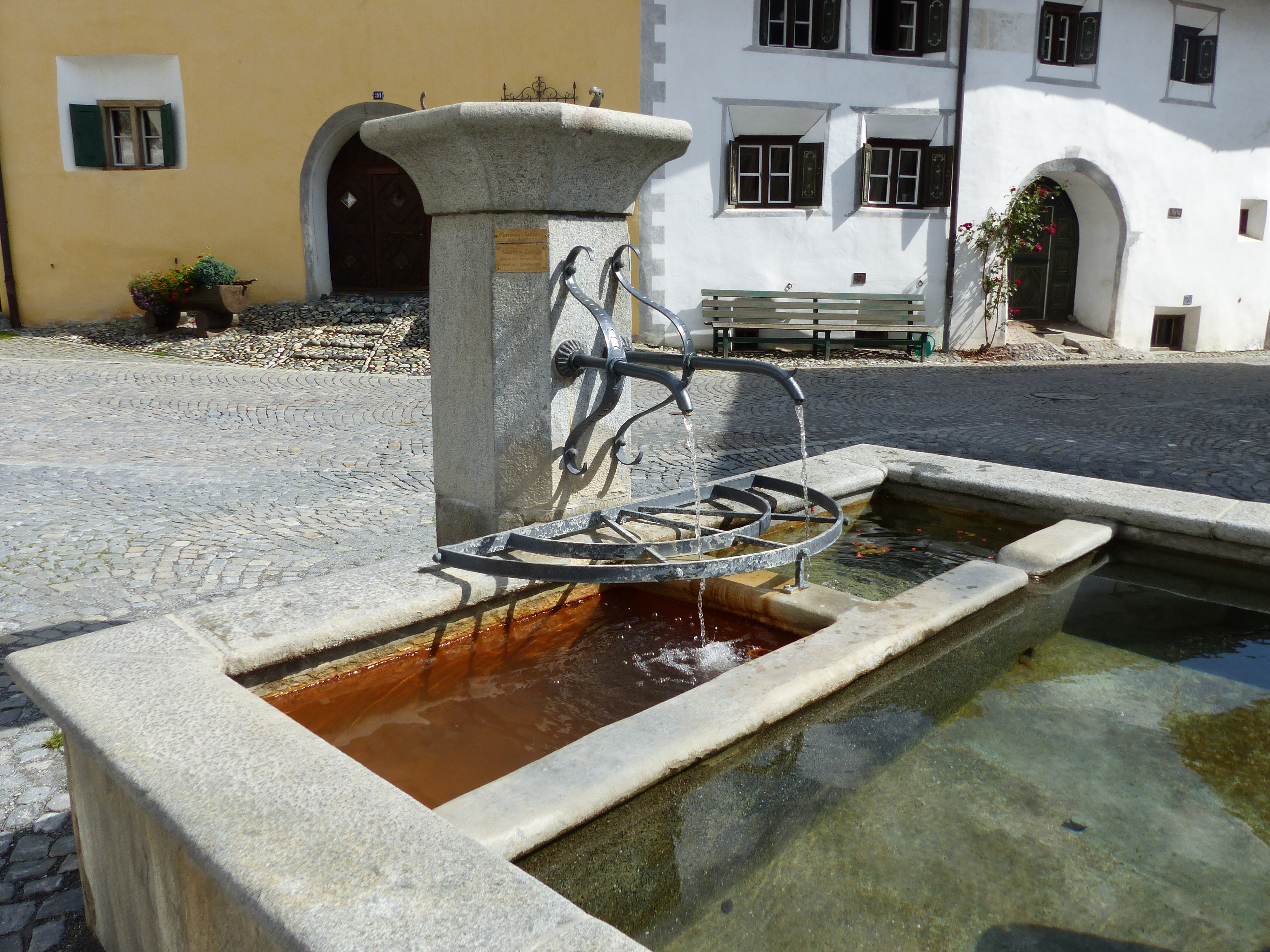
Léčivé prameny na náměstí Plaz Brunnen

Scuol je hlavním městem dolního Engadinu a leží na řece Inn. S rozlohou 439 km² je co do rozlohy největší obcí Švýcarska. Hlavním úředním jazykem zde je, stejně jako v celém dolním Engadinu, rétorománština (dialekt Vallader), ale menšinově se zde mluví také německy. Obec se dělí na horní (Scuol Sura) a dolní část (Scuol Sot). Již několik let se neustále rozrůstá oblast Schinnas a Crastuoglia nad městským silničním obchvatem, která je oblíbená díky své poloze na slunném svahu.
Scuol leží uprostřed tzv. dolnoengadinského okna, což je geologicky významná erozní mezera v jinak plynopropustném souvrství rul a žul. V oblasti tohoto „okna“ mohou plyny ze zemského nitra pronikat puklinami a měkkými břidlicemi vzhůru, mísit se s podzemní vodou a vytváří tak více než 25 minerálních pramenů, které se v okolí obcí Scuol, Vulpera a Tarasp využívají jako léčivé. Minerální voda vyvěrá z mnoha scuolských studní, alkalických Glauberových nebo Epsomských solných pramenů a pramenů železité kyseliny, jejichž zažívací účinky znali již staří Římané. Mezi těmito prameny je také nejminerálnější Glauberův slaný pramen v Evropě s názvem „Luzius“ a celkovou mineralizací 17 g/l.
Mnohé z těchto minerálních pramenů obsahují přírodní kyselinu uhličitou. Veřejné kašny jsou obvykle vybaveny dvěma vodovodními kohoutky; z jednoho teče normální pitná voda a z druhého sycená minerální voda.
Nejvyšší bod Scuolu se nachází v nadmořské výšce 3312 metrů (hora Piz Buin), která patří pod vesnici Guarda. Nejnižším bodem s nadmořskou výškou 1 099 metrů je hostinec Inn u Tramblai ve vesnici Sent.

## Historie

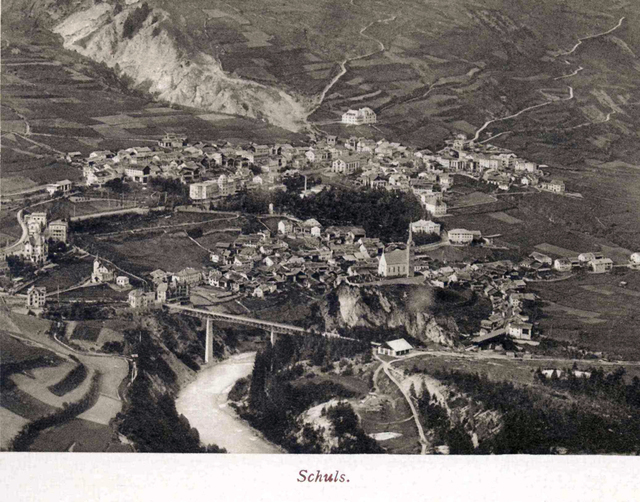
Historický letecký pohled na městečko

Při vykopávkách v roce 1963 byly na kostelním návrší objeveny nejstarší pozůstatky osídlení, které byly datovány do doby bronzové, cca 1 500 let před naším letopočtem. Nejstarší dřevěné chaty pocházejí ze střední a mladší doby bronzové (asi 15.-13. století př. n. l., Horizont I). Obyvatelé osady Scuol-Munt Baselgia byli zemědělci, kteří se živili zemědělstvím a chovem zvířat. Vykopávky roku 1970 přinesly důkazy o pravděpodobně karolinském kostele, který v roce 1258 vyhořel. Na počátku 16. století románská stavba zchátrala a v roce 1516 byl dokončen současný gotický kostel. Kolem roku 1530 konvertoval sbor k protestantismu. Od roku 1621 směly ženy sedět na pravé straně kostela, protože se podílely na obraně vesnice proti útoku Aloise Baldirona.
Ve Scuolu založil Eberhard von Tarasp v roce 1089/96 původní klášter opatství Marienberg v horním Vinschgau, kam byl roku 1146 přenesen zaniklý klášter. První zmínka o dnešní obci pochází z roku 1095 pod názvem Schulles.

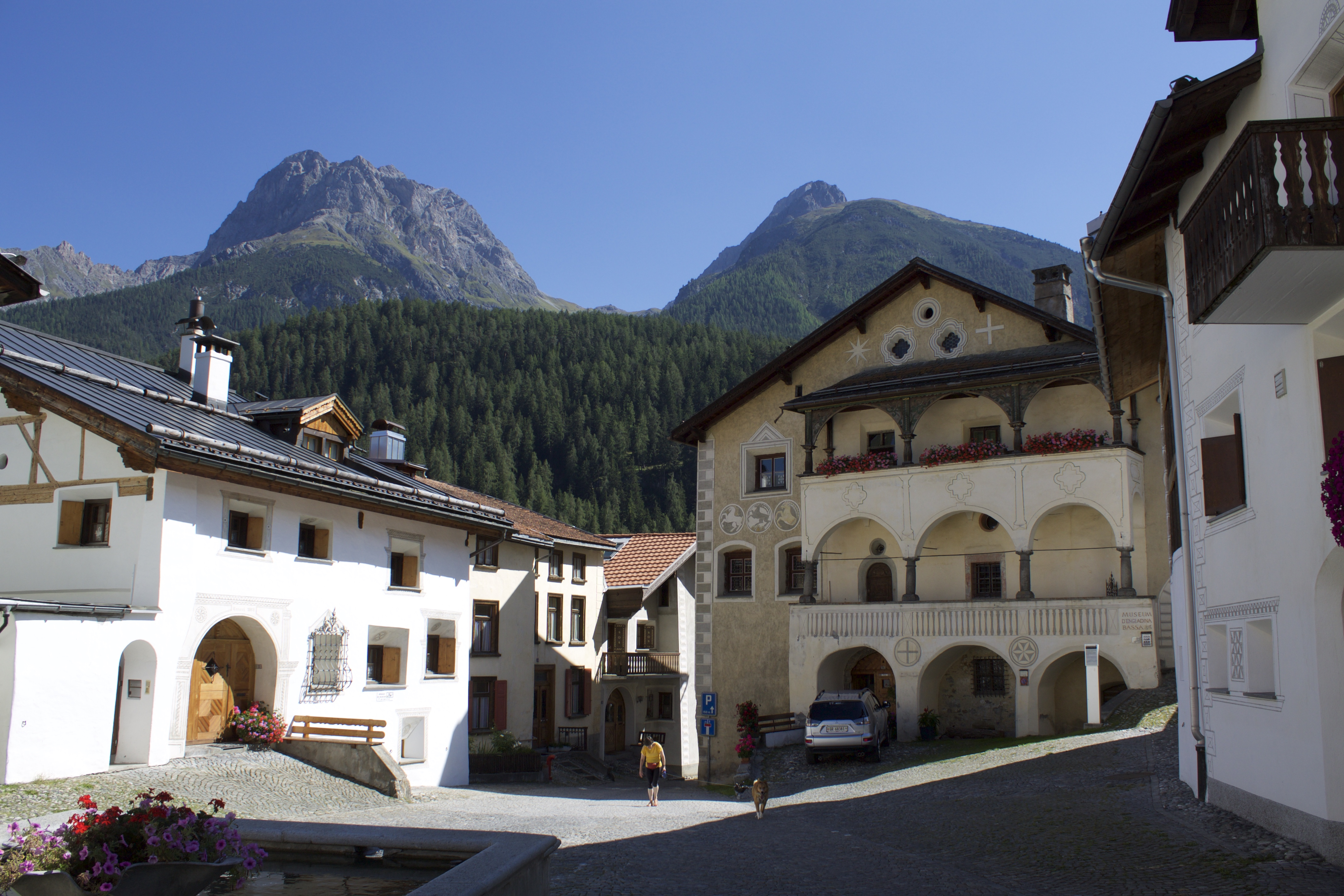
Historické centrum Scuolu

Na počátku 14. století patřil Scuol pod správu biskupa z Churu. V pozdním středověku vlastnili rozsáhlé majetky ve Scuolu také tyrolská hrabata, klášter v Müstairu a páni z Matsch. Vesnice byla zničena během švábské války v roce 1499; Bernardo da Poschiavo postavil v roce 1516 nový kostel. Kolem roku 1533 zvítězila reformace. V dohodě o hranicích, mostech, pastvinách atd. mezi Scuolem a Taraspem došlo v polovině 16. století také k církevní odluce. V letech 1621–1622 byl Scuol těžce zpustošen rakouskými vojsky. V roce 1622 se dolní Engadin stal opět habsburským poddanským územím výměnou za nájemní smlouvu. Po nepokojích v Graubündenu byla oblast dvěma smlouvami s Rakouskem v letech 1649 a 1652 vykoupena a přešla tak definitivně pod nadvládu Švýcarů.
V letech 1660–1791 byla ve Scuolu tiskárna, která šířila rétorománskou literaturu, většinou náboženského charakteru, včetně velké Ladinské bible Jacoba Antona Vulpia, vytištěné Jachenem Dortou v roce 1679. V obci byla také provozována papírna. Kolem roku 1735 otřásl Scuolem a okolními vesnicemi takzvaný Marniahandel. Šlechtická rodina Planta z Zernezu se při nepokojích, připomínajících občanskou válku, zbavila vzpurného kupeckého a hostinského rodu Marnia. Zavražděno bylo několik desítek lidí. Za helvétské éry se Scuol stal hlavním městem okresu.
Kolem roku 1860 se okolní léčivé prameny začaly využívat ve větším měřítku a začala skutečná éra lázeňství. Téměř současně byla prodloužena silnice v údolí Engadin a silnice v průsmyku Flüela. V následujících desetiletích byly postaveny lázně a četné hotely na hlavní třídě mezi oběma starými částmi obce. Další prosperitu přineslo otevření železniční trati Rhétské dráhy Bever – Scuol-Tarasp v roce 1913. S nástupem zimních sportů v polovině 20. století začala nová éra turistiky ve Scuolu; po lanovce na Motta Naluns (1956) byly vybudovány četné vleky a sedačkové lanovky. Tradice lázní byla obnovena v roce 1993 otevřením lázní Bogn Engiadina s prvními římsko-irskými lázněmi ve Švýcarsku. S více než 3800 lůžky a více než 400 000 přenocováními je Scuol nejen nezpochybnitelným turistickým, ale také obchodním a správním centrem Dolního Engadinu.
Historii, tradice a folklór regionu Dolní Engadin mapuje Muzeum dolního Engadinu (Museum dʼengiadina bassa), které sídlí v domě na jižním konci náměstí Plaz.
V roce 2015 došlo na základě referenda ke sloučení Scuolu s dalšími pěti obcemi (Guarda, Ardez, Ftan, Tarasp a Sent). Díky tomu se stal plošně největší obcí ve Švýcarsku a počtem obyvatel nejlidnatější švýcarskou obcí, v níž se jako hlavní jazyk používá rétorománština.

## Obyvatelstvo
| Rok            | 1835 | 1850 | 1900  | 1950  | 2000  |
| Počet obyvatel | 989  | 912  | 1 117 | 1 384 | 2 122 |

### Jazyky
Převažující jazyk obyvatel Scuolu je vallader, což je dolnoengadinský dialekt rétorománštiny. Již ve druhé polovině 19. století získala obec německy mluvící menšinu. Přesto se rétorománština udržela až do druhé světové války. V roce 1880 uvedlo 82 %, v roce 1910 64 % a v roce 1941 opět 71 % obyvatel jako svůj mateřský jazyk rétorománštinu. Do roku 1970 klesl podíl rétorománsky mluvících osob na 62 %, krátce se zotavil a od té doby prudce klesá. V roce 2000 tvořili mluvčí rétorománštiny jen relativní většinu. Obec a místní škola podporují rétorománštinu, které v roce 1990 rozumělo 78 % obyvatel a v roce 2000 70 %. Malá komunita obyvatel používá také italštinu. Scuol je ale nejlidnatější obcí Švýcarska, kde je hlavním jazykem rétorománština. Následující tabulka ukazuje vývoj v posledních desetiletích:
| Jazyky ve Scuolu |                   |                   |                   |                   |                   |                   |
| Jazyk            | Sčítání lidu 1980 | Sčítání lidu 1980 | Sčítání lidu 1990 | Sčítání lidu 1990 | Sčítání lidu 2000 | Sčítání lidu 2000 |
| Jazyk            | Počet             | Podíl             | Počet             | Podíl             | Počet             | Podíl             |
| Němčina          | 484               | 27,75 %           | 651               | 34,46 %           | 831               | 39,16 %           |
| Rétorománština   | 1 130             | 64,79 %           | 1 087             | 57,54 %           | 1 049             | 49,43 %           |
| Italština        | 76                | 4,36 %            | 77                | 4,08 %            | 82                | 3,86 %            |
| Počet obyvatel   | 1 744             | 100 %             | 1 889             | 100 %             | 2 122             | 100 %             |

## Doprava

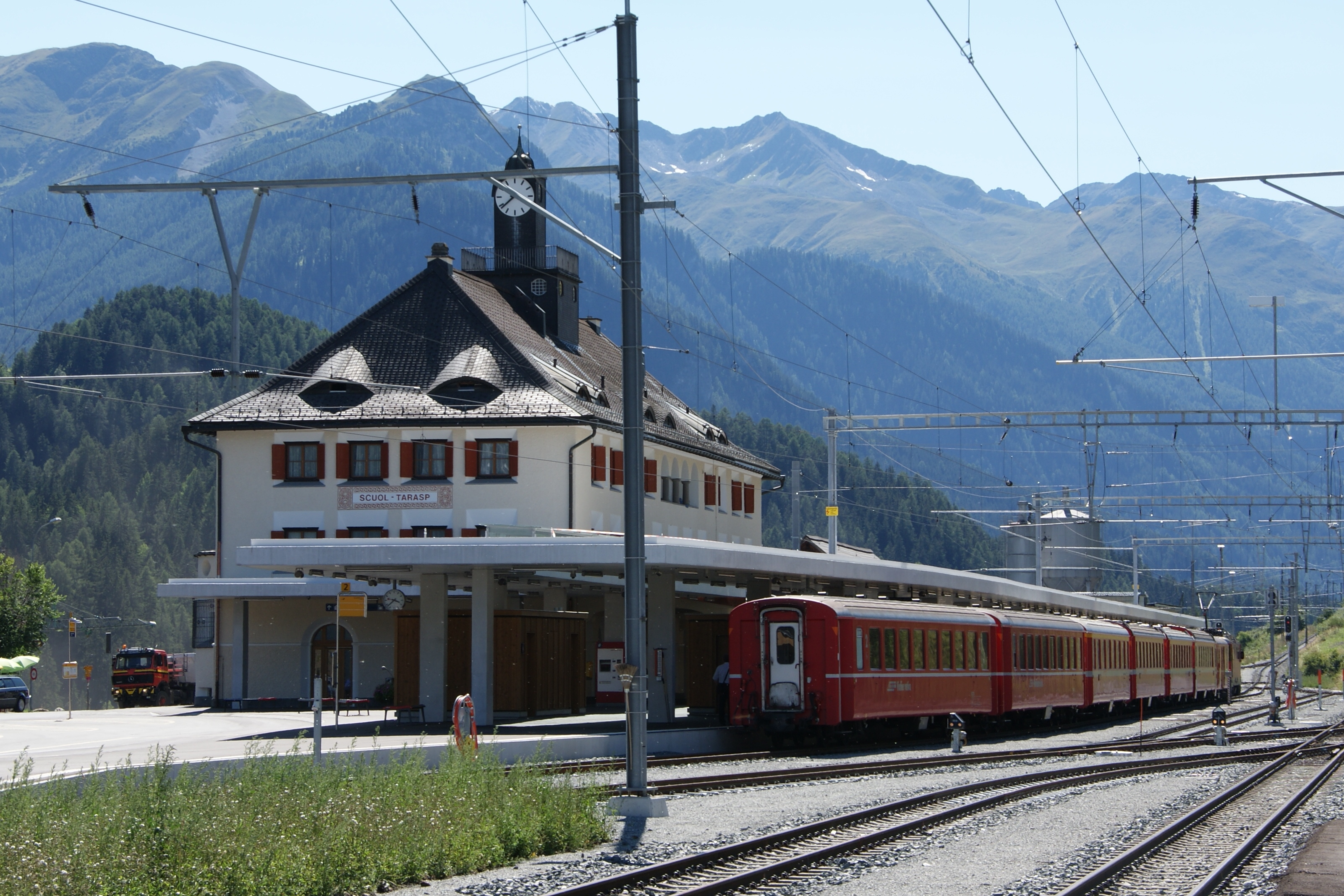
Železniční stanice Scuol-Tarasp s vlakem Rhétské dráhy

Scuol je konečnou stanicí železniční trati Bever – Scuol-Tarasp, vedoucí údolím Engadin. Trať provozuje Rhétská dráha. Vlaková stanice ve Scuolu je nejvýchodnější železniční stanici ve Švýcarsku.
Silniční spojení je zajištěno kantonální hlavní silnicí č. 27 (Svatý Mořic – Scuol – Rakousko), vedoucí obchvatem okolo centra obce se dvěma sjezdy do jejího centra.